# Irljava
Irljava, česky Orlova, ukrajinsky Ірлява, maďarsky Ungsasfalva, je obec v územní komunitě Seredné, v okrese Užhorod v Zakarpatské oblasti Ukrajiny. V roce 2025 zde žilo 270 obyvatel; v celé obci pak 992 obyvatel.

## Části obce
- Irljava
- Andrijivka
- Čabanivka[2]

## Historie
První písemná zmínka o obci pochází z roku 1417, kdy ji vlastnili páni z Palova a Ruské. Do uzavření Trianonské smlouvy byla obec součástí Uherska, poté byla součástí Československa. Během druhé světové války, v období let 1939 až 1944, byla obec součástí Maďarského království. Od roku 1945 byla součástí Ukrajinské sovětské socialistické republiky, která byla součástí Sovětského svazu; nakonec od roku 1991 je součástí samostatné Ukrajiny.